# Henricus de Schüttenhofen

Scriptorium. Ivoire byzantin du IXe siècle conservé au monastère d’Heiligenkreuz, aujourd'hui à Londres.

Henricus de Schüttenhofen (en allemand : Heinrich von Schüttenhofen) est un moine cistercien au monastère d’Heiligenkreuz en Basse-Autriche, natif de Schüttenhofen (actuellement Sušice en République tchèque), ayant vécu dans la deuxième moitié du XIIIe siècle. 
On ne connaît qu’un seul ouvrage de lui, un bestiaire latin, le Liber de naturis animalium cum moralitatibus, conservé dans quinze manuscrits. Il consiste en un prologue, qui explique les principes de l'ouvrage, et quatre grands chapitres consacrés respectivement à l'homme « à l'intérieur et à l'extérieur » (c'est-à-dire son âme et son corps), aux hommes monstrueux, aux animaux en général et aux animaux décrits en particulier. Conformément à la tradition des bestiaires médiévaux, chaque description débouche sur une moralité. Henricus s'appuie sur des sources bibliques, patristiques et scientifiques, notamment à travers Isidore de Séville, Barthélemy l’Anglais et Thomas de Cantimpré.

## Biographie
Henricus de Schüttenhofen est un moine cistercien au monastère d’Heiligenkreuz en Basse-Autriche près de Vienne sous le seizième abbé, Ulrich I (1297-1304). Cette abbaye est fondée en 1133 à l’âge d’or des cisterciens du douzième au treizième siècle. Comme Henricus n’entre pas dans l’ordre des monastères cisterciens dans les alentours de Schüttenhofen, par exemple à Nepomuk et Plass (tous les deux fondés en 1144) ou à Hohenfurt (monastère frère de Wilhering, fondé en 1259), il peut être arrivé à Heiligenkreuz par l’intermédiaire de Goldenkron, un monastère frère des abbayes cisterciennes en Basse-Autriche, fondé en 1263. De plus, les ravages de 1278 ou du début de 1279 après la mort d’Ottokar II de Bohême, protecteur des cisterciens, pourraient avoir précipité le déplacement vers Heiligenkreuz. 
On ne connaît qu’un seul ouvrage de Henricus de Schüttenhofen, un bestiaire encyclopédique moralisé latin, le Liber de naturis animalium cum moralitatibus. Cet ouvrage est connu sous plusieurs titres : Liber de naturis animalium cum moralitatibus, Summa naturalium cum moralitatibus, Naturalia per modum alphabeti, Proprietates animalium cum moralitatibus secundum ordinem alphabeti. Jusqu’à maintenant, il est attesté dans quinze manuscrits.
Néanmoins, l'attribution de cet ouvrage n’est pas certaine, car Henricus n’est mentionné que dans un seul manuscrit, le plus ancien et le meilleur, celui de Vienne (Wien, Österreichische Nationalbibliothek, 1599, daté 1299, f. 1-155v) : « Qui scripsit, scripsit, quod Heinricus sibi dixit ». 

## Œuvre

### Principes et plan de l'ouvrage

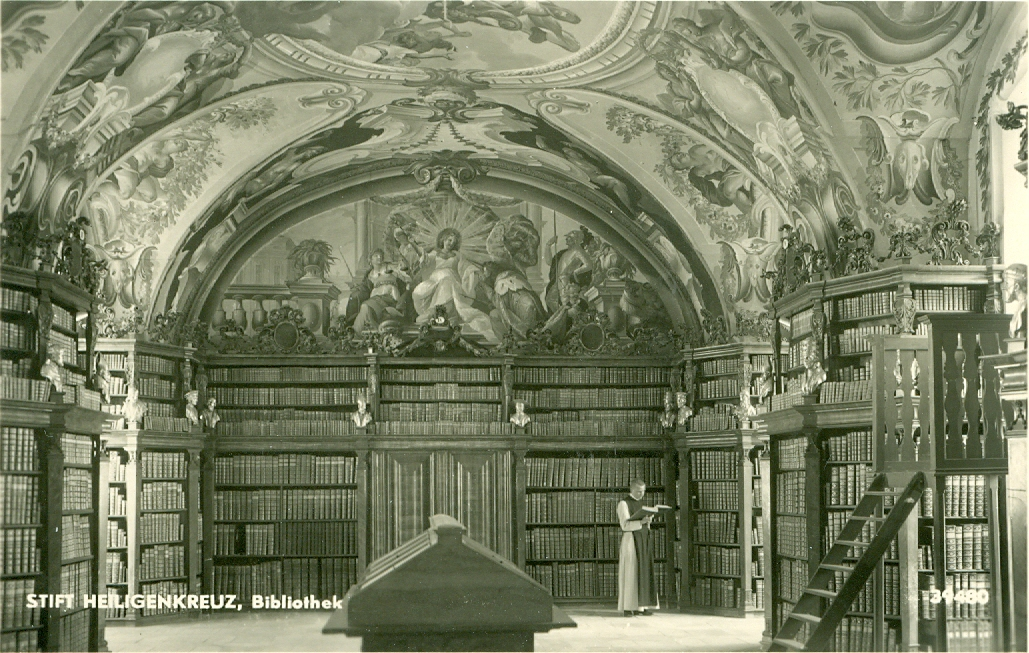
Bibliothèque du monastère d’Heiligenkreuz, v. 1915.

Le Liber de naturis animalium cum moralitatibus appartient au genre des bestiaires encyclopédiques moralisés car il décrit le caractère des hommes, des hommes monstrueux et des animaux (d’où bestiaire) de façon naturaliste (d’où encyclopédie) et ensuite en fait une interprétation (d’où moralisé). La tradition encyclopédique sert ainsi à la pratique de la prédication. 
L'ouvrage consiste en quatre parties, précédées d’un prologue : De homine interiori et exteriori (l’homme à l’intérieur et à l’extérieur), De hominibus monstruosis (les hommes monstrueux), De animalibus in generali (les animaux en général) et De animalibus in speciali (les animaux de manière spécifique, en ordre alphabétique). Chaque section se compose d’une  « explication naturaliste » suivie d’une interprétation moralisée (moralitas).

### Prologue
L’ouvrage débute par un prologue, précisant, d’après le topique d’humilité, l’occupation contre l’oisiveté (otiositas) comme raison d’être. Puis Henricus informe qu’il s’inspire des sources des pères de l’Église (documenta patrum sanctorum) et qu’il a pour but d’édifier des fidèles (ad aedificationem fidelium). Par rapport aux indications consacrées aux religieux et prélats, un public religieux pourrait être supposé.

### Les quatre grands chapitres

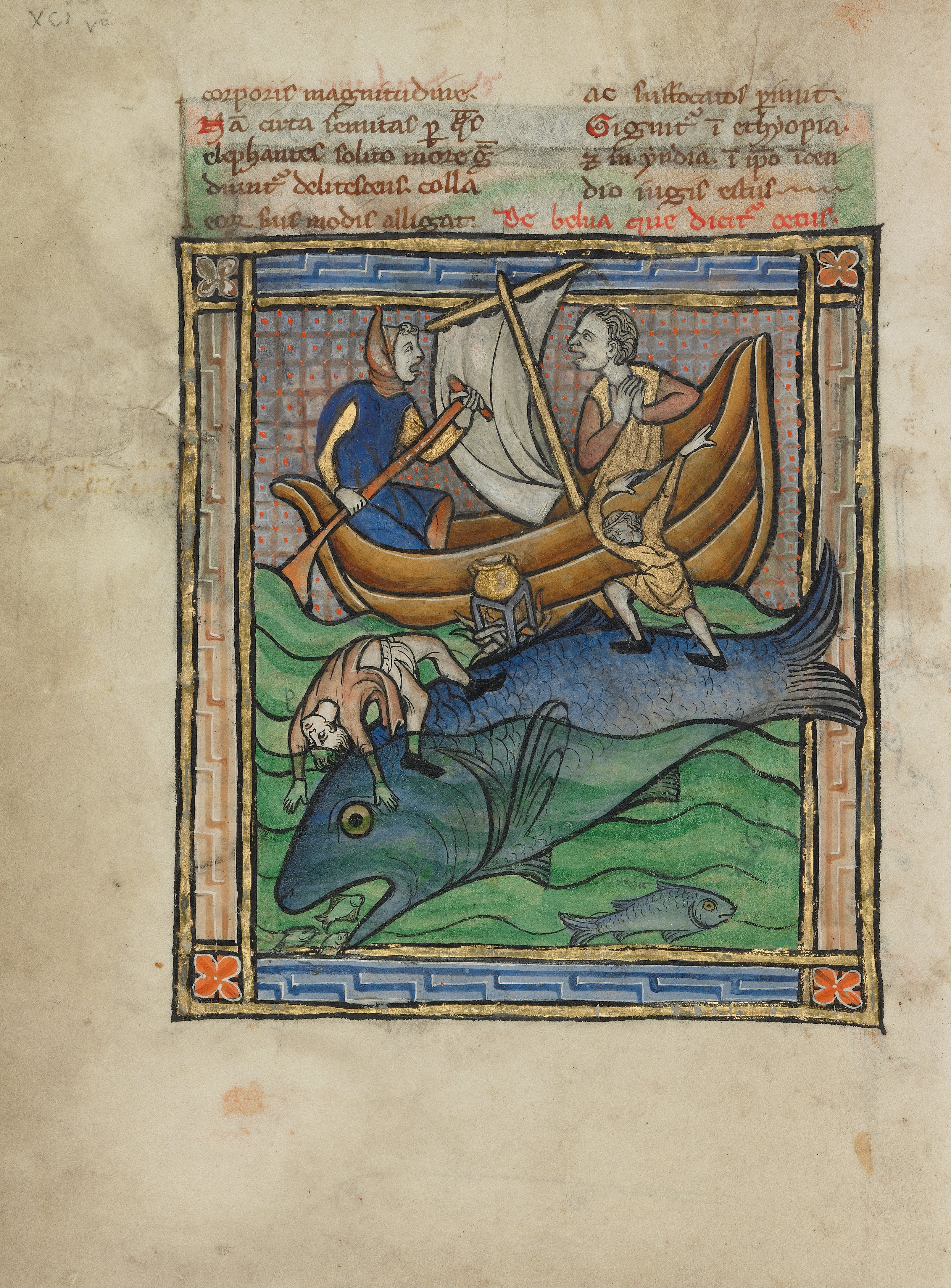
Saint Brendan et ses compagnons faisant escale sur une baleine en la prenant pour une île. Bestiaire d'Hugues de Fouilloy, v.1270.

Après le prologue suivent les quatre grands chapitres de l'ouvrage. Le premier chapitre, De homine (interiori et exteriori), décrit l’homme à l’intérieur et à l’extérieur, c’est-à-dire son âme et son corps. Le deuxième, De hominibus monstruosis, traite des hommes monstrueux, onze variétés au total. Le troisième chapitre, De animalibus in generali, présente les cinq catégories générales du règne animal élaborées dans la Création : aquatilia, bestiae, iumenta, reptilia, uolatilia. Le dernier chapitre, De animalibus in speciali, est aussi le plus vaste : 266 animaux sont introduits de façon alphabétique très stricte de aane à uultur. Tous les chapitres ont la même structure : d’abord les propriétés d’un animal (ou d’un homme monstrueux) sont décrites, en indiquant les sources ; ensuite, la rubrique Moralitas et une tournure de type per que … possunt intelligi (ou synonymes) introduisent l’allégorèse, qui est suivie de quelques citations bibliques ou patristiques. S’il y a plusieurs chapitres sur une même espèce, la rubrique signale la nature de l’interprétation : in malo (négative) ou in bono (positive). À l’exception du chapitre sur les hommes, chaque article contient une moralisation.

## Sources de l'ouvrage
Henricus, selon la pratique des encyclopédistes médiévaux, a rédigé le Liber de naturis animalium cum moralitatibus comme une compilation de sources bibliques et scientifiques. La littérature critique en a donné une liste (en ordre alphabétique) :
- Alcher de Clairvaux, De spiritu et anima
- Auctoritates Aristotelis
- Barthélemy l’Anglais, Liber de proprietatibus rerum (fr. Les propriétés des choses)
- De bestiis et aliis rebus
- Hugues Ripelin de Strasbourg, Compendium theologicae ueritatis
- Isidore de Séville, Etymologiae
- Jean Damascène, De fide orthodoxa
- Thomas de Cantimpré, Liber de naturis rerum
- Troisième rédaction (anonyme) de Thomas de Cantimpré, appelée Thomas III.

Henricus (ou l'auteur du Liber de naturis animalium cum moralitatibus) puise dans plusieurs sources secondaires à travers les compilations de Barthélemy l’Anglais et de Thomas de Cantimpré qui, avec les Etymologies d’Isidore de Séville, constituent ses sources essentielles. L’auteur signale les emprunts du Liber de proprietatibus rerum de Barthélemy l’Anglais par « ut dicit in libro de proprietatibus rerum » et ceux du Liber de naturis rerum de Thomas de Cantimpré par « Liber de naturis animalium ». Ce dernier indique plutôt la troisième rédaction anonyme, Thomas III.